# Säässaare
Säässaare – wieś w Estonii, w prowincji Põlva, w gminie Mooste.